# Vincent Gigante
Vincent Louis Gigante (1928. március 29. - 2005. december 19.), más néven "The Chin", amerikai maffiózó, aki 1981 és 2005 között a Genovese bűnözőklán főnöke volt New Yorkban. Gigante profi ökölvívóként kezdte pályafutását, 1944 és 1947 között 25 mérkőzésen bokszolt, melyből 21-et megnyert, ebből 13-at KO-val, és 4-szer szenvedett vereséget. Ezután a maffia végrehajtójaként kezdett dolgozni az akkori Luciano klánnak, a Genovese klán elődjének. Gigante egyike volt az öt testvérnek; közülük hárman, Mario, Pasquale és Ralph követték őt a maffiába. Csak egy testvérük, Louis maradt távol a bűnözéstől, és inkább pap lett. 1957-ben Gigante volt a bérgyilkos Luciano főnöke, Frank Costello ellen elkövetett sikertelen merényletben. 1959-ben kábítószer-kereskedelemért hét év börtönre ítélték, és miután Costello riválisával, Vito Genovese-vel osztozott egy cellán, Gigante helyi vezér lett, aki felügyelte saját, Genovese katonáiból és társaiból álló bandáját, amely Greenwich Village-ben működött. 
Gigante az 1960-as és 1970-es években gyorsan hatalomra került. 1981-re ő lett a klán főnöke, míg az 1980-as évek első felében Anthony "Fat Tony" Salerno volt az elöljáró főnök. Ő rendelte el a Gambino bűnözőklán főnöke, John Gotti 1986-os sikertelen gyilkossági kísérletét is. Gotti és a Gambino klán különböző tagjainak 1992-es letartóztatásával és elítélésével Gigante-t az Egyesült Államok leghatalmasabb bűnözői főnökének ismerték el. Gigante mintegy 30 éven keresztül őrültséget színlelt, hogy a bűnüldöző szerveket elterelje a nyomáról. A média "A páratlan apa" és "A fürdőköpenyes rejtély" néven emlegette Gigantét, aki gyakran bolyongott Greenwich Village utcáin fürdőköpenyben és papucsban, összefüggéstelenül motyogva magában. 1990-ben szövetségi zsarolás bűntette miatt vádat emeltek ellene, de megállapították, hogy szellemileg alkalmatlan a tárgyalásra. 1997-ben bíróság elé állították és 12 év börtönbüntetésre ítélték zsarolásért és összeesküvésért. 2003-ban az igazságszolgáltatás akadályozásának vádjával szembesülve bűnösnek vallotta magát, és elismerte, hogy állítólagos beszámíthatatlansága a büntetőeljárás elkerülése érdekében tett kísérlet volt, és ezért további három év börtönbüntetésre ítélték. 2005. december 19-én halt meg, miközben az Egyesült Államok Szövetségi Foglyok Orvosi Központjában raboskodott. 

## Fiatalkora és bokszolói karrierje
Gigante New Yorkban született nápolyi olasz bevándorlók, Salvatore Gigante órásmester és Yolanda Gigante varrónő gyermekeként. Négy testvére volt: Mario, Pasquale és Ralph, akik követték őt a szervezett bűnözésbe, valamint Louis, aki városi tanácsos és katolikus pap lett a dél-bronxi Szent Athanáz templomban. Bátyja, Louis szerint beceneve, a "The Chin" onnan eredt, hogy édesanyjuk kisfiúként szeretettel Chinzeeno-nak hívta őt, ami a Vincenzo névből, a Vincent olasz formájából származik. Gigante a manhattani West Village-ben lévő Public School 3-ban érettségizett, majd később a Textile High Schoolba járt, de otthagyta. A középiskolát is elvégezte.
Gigante 1944 és 1947 között profi félnehézsúlyú ökölvívó volt, akit "The Chin" Gigante néven ismertek. Összesen 117 menetet bokszolt, 25 mérkőzést vívott és négyet elveszített. 1944. július 18-án a New Jersey állambeli Union Cityben Vic Chambers ellen vívta első profi bokszmérkőzését, amelyet elveszített; ezután 1944. október 6-án a St. Nicholas Arénában másodszor is bokszolt Chambers ellen, ám ekkor legyőzte őt. Újabb vereséget szenvedett 1945. június 29-én a Madison Square Gardenben. 1947. május 17-én, a brooklyni Ridgewood Grove-ban Jimmy Slade ellen vívta utolsó mérkőzését, amelyet Slade technikai KO-val nyert meg.
A New Jersey állambeli Old Tappanban tartott fenn lakást feleségével, Olympia Grippával, akit 1950-ben vett feleségül, és öt gyermekükkel, Andrew-val, Salvatore-ral, Yolandával, Roseanne-nal és Ritával. Második családját a manhattani Upper East Side-on, egy városi házban tartotta fenn hosszú távú szeretőjével és élettársával, Olympia Espositóval és három gyermekükkel, Vincenttel, Luciával és Carmellával. Gyakran tartózkodott édesanyja Greenwich Village-i lakásában is.

## Bűnözői pályafutása

### Costello gyilkossági kísérlete és a helyi vezér

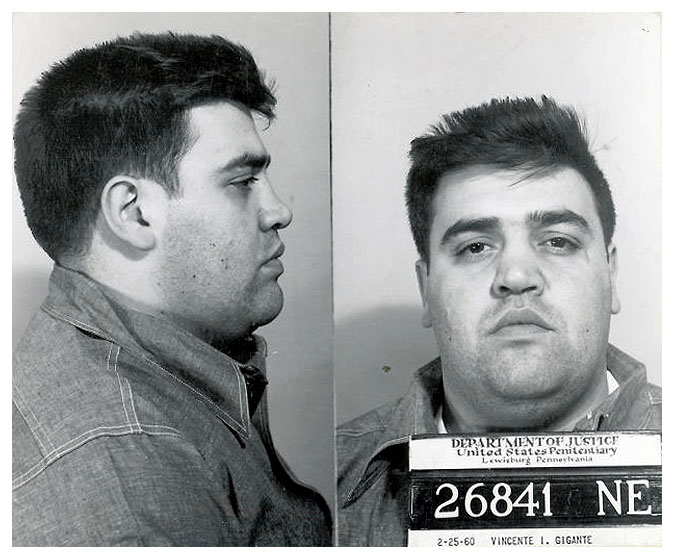
Gigante körözési fotója 1960-ban.

Gigante tizenévesen a Genovese klán későbbi patriarchájának, Vito Genovese-nek a pártfogoltja lett, aki segített kifizetni Gigante édesanyjának műtétjét. 17 és 25 éves kora között hétszer tartóztatták le lopott áru átvételével, engedély nélküli fegyvertartással, illegális szerencsejátékkal és bukmékerkedéssel kapcsolatos vádakkal. A legtöbbet elutasították vagy pénzbírsággal oldották meg, kivéve egy 60 napos börtönbüntetést egy szerencsejátékért való ítélet miatt; ez idő alatt Gigante a foglalkozását szabóként tüntette fel.
1957 elején Genovese úgy döntött, hogy a Luciano klán főnöke, Frank Costello ellen lép fel. Genovese utasította Gigantét, hogy gyilkolja meg Costellót, és 1957. május 2-án Gigante rálőtt és megsebesítette Costellót a lakóháza előtt. Bár a seb felületes volt, meggyőzte Costellót, hogy adja át a hatalmat Genovese-nek és vonuljon vissza. Ezután Genovese irányította a ma Genovese bűnözőklánnak nevezett szervezetet. Egy portás azonosította Gigantét, mint a fegyverest. Costello azonban 1958-ban azt vallotta, hogy képtelen volt felismerni a támadóját, ezért Gigantét felmentették a gyilkossági kísérlet vádja alól.

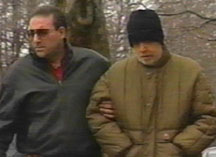
FBI felvétel, amelyen Gigante (jobbra) Greenwich Village-ben sétál, fia, Andrew Gigante vezetésével.

1959-ben Gigantét Vito Genovese-vel együtt heroincsempészetért elítélték, és hét év börtönre ítélték, de öt év után feltételesen szabadlábra helyezték. Nem sokkal később katonából helyi vezérré léptették elő, és a Greenwich Village Crew-t vezette, a Triangle Civic Improvement Association székhelyén. 1969-ben Gigante ellen New Jerseyben vádat emeltek összeesküvés miatt, hogy megvesztegette az egész öttagú Old Tappan, New Jersey-i rendőrséget, hogy figyelmeztesse őt a bűnüldöző szervek megfigyelési műveleteire, bár ezt a vádat ejtették, miután Gigante ügyvédei bemutatták a pszichiáterek jelentését, miszerint mentálisan alkalmatlan a tárgyalásra.
1969 óta Gigante-t 20 alkalommal kezelték pszichiátriai zavarok miatt, és Gigante „elsődleges kezelő pszichiátere”, Eugene D'Adamo megjegyezte, hogy „Vincent Gigante-t 1969 óta skizofréniában szenvedőnek diagnosztizálták, paranoid típusú, időszakos akut súlyosbodásokkal, amelyek kórházi kezelést eredményeznek.” Gigante ügyvédei és rokonai szerint az 1960-as évek vége óta értelmi fogyatékos volt, IQ-ja a normálisnál alacsonyabb, 69-72 között volt.

## A Genovese bűnözőklán főnökeként
1981-ben Genovese utódja, Philip "Benny Squint" Lombardo rossz egészségi állapota miatt lemondott a főnöki posztról. Lombardo támogatásával Gigante lett a Genovese bűnözőklán főnöke. Anthony "Fat Tony" Salerno lett a Genovese klán frontfőnöke, hogy megtévessze a bűnüldöző szerveket.
Gigante hatalmas hálózatot épített ki a bukmékeri és uzsorakölcsönökből, valamint a szemétszállító, szállítmányozó, kamionos és építőipari cégekből, amelyek az ácsok, a Teamsters Union és a munkások szakszervezeteitől - köztük a Javits Centerben dolgozóktól – munkabéke-megállapodást vagy szerződéseket követeltek, valamint a Fulton Fish Market kereskedőitől védelmi kenőpénzeket szedtek be. Gigante befolyással rendelkezett a Little Italy-i San Gennaro ünnepén is, ahol szerencsejátékokat működtetett, kenőpénzt zsarolt ki az árusoktól, és zsebre tett több ezer dollárt egy környékbeli templom adományaiból – egészen addig, amíg 1995-ben New York város tisztviselői le nem csaptak rá.
1986. április 13-án a Gambino klán alvezére, Frank DeCicco meghalt, amikor felrobbantották az autóját, miután meglátogatta Paul Castellano követőjét, James Failla-t. A robbantást Victor Amuso és Anthony Casso a Lucchese bűnözőklánból hajtotta végre Gigante és a Lucchese főnök, Anthony Corallo parancsára, hogy Castellano és Thomas Bilotti utódainak megölésével bosszút álljanak. John Gotti is úgy tervezte, hogy aznap meglátogatja Failát, azonban lemondta a találkozót, a bombát pedig azután robbantották fel, hogy egy DeCiccóval utazó katonát összetévesztették a főnökkel.
1987 januárjában Salernót zsarolásért 100 év börtönbüntetésre ítélték a többi New York-i klán vezető tagjaival együtt a Maffia Bizottsági per részeként. Salernót eredetileg a Genovese klán főnökeként harangozták be. Röviddel a per után azonban Salerno régi jobbkeze, Vincent "The Fish" Cafaro informátorrá vált, és elmondta az FBI-nak, hogy Salerno csak a valódi főnök, Gigante álcája volt. Cafaro azt is elárulta, hogy a Genovese klán 1969 óta fenntartotta ezt a látszatot. 1969-ben az FBI poloskái rögzítették azt a beszélgetést, amelyben Salerno és a helyi vezér Matthew "Matty the Horse" Ianniello egy másik klánban a leendő jelöltek listáját tekintették át. Salerno csalódottan, hogy a leendő jelöltek becenevei nem kerültek bele, megvonta a vállát, és azt mondta: „Ezt a főnökre bízom”.
Gigante visszahúzódó volt, és szinte lehetetlen volt lehallgatni, halkan beszélt, kerülte a telefont, sőt időnként még a kagylóba is fütyült. Szinte soha nem hagyta üresen a lakását, mert tudta, hogy az FBI ügynökei besurranhatnak és poloskát helyezhetnek el ott. A Genovese-tagok nem említhették Gigante nevét beszélgetésekben vagy telefonhívásokban, ehelyett amikor meg kellett említeniük őt, a tagok az állukra mutattak, vagy ujjukkal a "C" betűt formáztak.
Miközben Gigante a Genovese klán főnökeként tevékenykedett, John Gotti 1992-es bebörtönzése után Gigante a "capo di tutti capi", azaz "Minden főnökök főnöke" jelzővel vált ismertté, annak ellenére, hogy a pozíciót 1931-ben Salvatore Maranzano meggyilkolásával eltörölték.

## Tárgyalása és ítélete
1978 és 1990 között az öt New York-i bűnözőklán közül négy, köztük a Genovese klán, a New York-i Lakásügyi Hatóság által odaítélt 191 millió dolláros ablakbeszerzési szerződések 75 százalékára, azaz mintegy 142 millió dollárra tett ajánlatokat. A beépítő cégeknek minden egyes beszerelt ablakért 1-2 dollár közötti szakszervezeti kenőpénzt kellett fizetniük.
1988-ban Gigante nyílt szívműtéten esett át. 1990. május 30-án négy New York-i bűnözőklán más tagjaival együtt vádat emeltek ellene, mert összeesküvést szőttek az ajánlatok manipulálására és a New York-i Lakásügyi Hatósággal kötött több millió dolláros ablakszerződések kivitelezőitől kenőpénzek kicsikarására. Gigante pizsamában és fürdőköpenyben jelent meg a vádemelésen, és mivel védője azt állította, hogy szellemileg és fizikailag sérült, hét éven keresztül jogi csatározások folytak a tárgyalásra való alkalmasságáról.
1993 júniusában Gigante ellen ismét vádat emeltek, hat maffiózó meggyilkolásának jóváhagyása miatt és három másik, köztük a Gambino-főnök John Gotti megölésére irányuló összeesküvéssel vádolták. Az 1996 márciusában tartott beszámíthatósági meghallgatásokon Sammy "The Bull" Gravano, a Gambino bűnözőklán egykori főnökhelyettese, aki 1991-ben együttműködő tanú lett, és Alphonse "Little Al" D'Arco, a Lucchese bűnözőklán egykori megbízott főnöke azt vallotta, hogy Gigante a legmagasabb szintű maffiatalálkozókon beszámítható volt, és azt mondta más gengsztereknek, hogy furcsa viselkedése csak színlelés. Gigante ügyvédei pszichiáterek tanúvallomásait és jelentéseit szerezték be, amelyek szerint 1969 és 1995 között Gigante 28 alkalommal volt kórházban, ahol hallucinációk miatt kezelték, és hogy „organikus agykárosodásban gyökerező demenciában” szenvedett.
1996 augusztusában az Egyesült Államok Keleti Kerületi Bíróságának rangidős bírája, Eugene Nickerson úgy döntött, hogy Gigante mentálisan alkalmas a tárgyalásra, ám ártatlannak vallotta magát, és éveken át szabad maradhatott egy egyszeri egymillió dolláros óvadék ellenében. 1996 decemberében Gigante újabb szívműtéten esett át. 1997. június 25-én kezdődött a tárgyalása, amin kerekesszékben jelent meg. Ugyanezen a napon, közel háromnapos tanácskozás után az esküdtszék elítélte Gigantét, amiért összeesküvést szőtt más maffiózók megölésére, és mert a Genovese klán fejeként rendőröket irányított. Az ügyészek kijelentették, hogy az ítélet véglegesen igazolta, hogy Gigante nem volt elmebeteg, ahogy azt az ügyvédei és rokonai sokáig állították.
1997. december 18-án Jack B. Weinstein bíró 12 év börtönbüntetésre és 1,25 millió dolláros pénzbírságra ítélte Gigantét, ami „korára és gyengeségére” tekintettel enyhébb ítélet volt, továbbá kijelentette, hogy Gigantét „...az évtizedekig tartó kegyetlen bűnözői zsarnoksága után, hanyatló éveiben végre sikerült megfékezni”. Amíg börtönben volt, megtartotta a Genovese klán főnöki szerepét, míg más maffiózókra bízták a klán mindennapi tevékenységének irányítását, és fián, Andrew-n keresztül adta tovább a parancsokat a klánnak, aki gyakran meglátogatta őt a börtönben.
2002. január 23-án Gigante ellen több más maffiózóval, köztük fiával, Andrew-val együtt vádat emeltek zsarolás és az igazságszolgáltatás akadályozása miatt. Az ügyészek azzal vádolták, hogy továbbra is a börtönből irányította a klánt, és hogy Andrew-t használta fel arra, hogy üzeneteket juttasson el a klánnak. Azt is szerették volna, ha őt vonják felelősségre azért, hogy elmebaj színlelésével hétéves késedelmet okozott az előző tárgyalásán. Néhány nappal később Andrew-t 2,5 millió dolláros óvadék ellenében szabadon engedték. Roslynn R. Mauskopf szövetségi ügyész azt tervezte, hogy olyan felvételeket játszanak le, amelyeken „teljesen összefüggő, óvatos és intelligens” bűnügyi műveleteket vezet a börtönből. Ezekkel a bizonyítékokkal szembesülve Gigante 2003. április 7-én bűnösnek vallotta magát az igazságszolgáltatás akadályozásában; mindössze néhány órával a tárgyalás kezdete előtt. Leo Glasser bíró további három év börtönbüntetésre ítélte. Mauskopf kijelentette: „A cselszövésnek vége... Vincent Gigante egy ravasz csaló volt, és mi, a bűnüldözésben dolgozók mindig is tudtuk, hogy ez csak színjáték... A színjáték évtizedekig működött, de ma véget ért.”
2003. július 25-én Gigante fiát, Andrew-t két év börtönre és 2,5 millió dollár pénzbüntetésre ítélték zsarolásért. A New York Times szervezett bűnözésről szóló riportere és maffiatörténész Selwyn Raab úgy jellemezte Gigante vádalkuját, mint „példátlan kapitulációt” egy maffiafőnök esetében; szinte hallatlan volt, hogy egy főnök egyáltalán fontolóra vegye, hogy bűnösnek vallja magát. Gigante azonban beleegyezett az alkuba, hogy megkönnyítse a rokonai mindennapjait. Andrew például akár 20 év börtönbüntetéssel is számolhatott volna, ha bíróság elé áll. A vádalku egy másik rendelkezése kimondta, hogy az igazságszolgáltatás akadályozásával nem vádolják meg azokat a rokonokat, akik segítettek a megtévesztésében – beleértve a feleségét, a szeretőjét, illetve testvérét, Louist.

## Halála
Gigante 2005. december 19-én halt meg a Missouri állambeli Springfieldben, a Szövetségi Foglyok Orvosi Központjában. Temetésére négy nappal később, december 23-án került sor a Greenwich Village-i Páduai Szent Antal templomban, nagyrészt névtelenül.
Gigante halála óta a családja továbbra is jól él. Jerry Capeci 2011-es jelentése szerint Gigante rokonai a New Jersey-i partokon működő vállalatok jövedelmező alkalmazottaiként évente közel 2 millió dollárt keresnek.

## Népszerűsége a médiában

### Filmek és televízió
- Az 1998-as Maffia tanúja című tévéfilmben Nicholas Kepros alakítja Gigantét.
- A 2018-as Gotti című filmben Gigantét Sal Rendino alakítja.
- A Law & Order "Faccia e Faccia" című epizódjában, amelyet először 1998. február 28-án sugároztak, egy idősödő maffiavezér szerepelt, aki szellemi fogyatékosságra hivatkozott, és akinek az ihletője Gigante volt.
- A Harlemi keresztapa című 2019-es tévésorozatban Vincent D'Onofrio alakítja Gigantét.

### Dokumentumfilmek
- A Gigante elleni FBI-nyomozás történetét a The FBI Files című dokumentumfilm-sorozat 1. évadának 6. epizódjában mutatták be "Az őrült Don"[36] címmel.
- A National Geographic 6 részes dokumentumfilm-sorozatot sugárzott Inside the American Mob címmel, amelyben Gigante kiemelt szerepet kapott az 5. epizódban, "The Rise and Fall of Gotti" (Gotti felemelkedése és bukása), míg a neki tulajdonított akciókat a 3. epizódban, "New York-Philly War" (New York-Philly háború) tárgyalja.

## Fordítás
- Ez a szócikk részben vagy egészben  a   Vincent Gigante című angol Wikipédia-szócikk ezen változatának fordításán alapul.  Az eredeti cikk szerkesztőit annak laptörténete sorolja fel. Ez a jelzés csupán a megfogalmazás eredetét és a szerzői jogokat jelzi, nem szolgál a cikkben szereplő információk forrásmegjelöléseként.